# Leucon (Crymoleucon) costatus
Leucon (Crymoleucon) costatus is een zeekommasoort uit de familie van de Leuconidae. De wetenschappelijke naam van de soort is voor het eerst geldig gepubliceerd in 2000 door Corbera.